# Canadian Maple Leaf (mynt)

Canadian Silver Maple Leaf

Canadian Maple Leaf är en myntserie med samlar- eller investeringsmynt i guld, silver, platina eller palladium, myntat av Royal Canadian Mint.
- Canadian Gold Maple Leaf
- Canadian Silver Maple Leaf
- Canadian Platinum Maple Leaf
- Canadian Palladium Maple Leaf